# Notkojudden
Notkojudden är ett kommunalt naturreservat i Ölsjön i Lindesbergs kommun.
Namnet Notkojudden kommer från "notkoja", som var den byggnad som användes för att förvara noter för fiske av "lögor" (siklöjor). Udden är en bit av en spetsig rullstensås som sträcker sig tio meter högre än omgivningen, en getrygg från strax över högsta kustlinjen, från ungefär 11 000 år sedan. Söderut kan undervattensdelen av rullstensåsen skönjas ända till Nyköping utmed väg T847 mot Morskoga, Grönbo och Fellingsbro. Åsens fortsättning norut kan skönjas längs Getryggsån i riktning mot Kloten,
På Notkojudden växer en sekelgammal sandtallskog utan buskskikt och med inslag av enstaka låga granar, aspar och björkar.
Av djurtarter märks rödstjärt, dubbeltrast och storlom samt makaonfjärilslarver, som lever på kärrsiljan i strandkanten. 